# Federação do Comércio de Bens, Serviços e Turismo do Estado de São Paulo
A Federação do Comércio de Bens, Serviços e Turismo do Estado de São Paulo (FecomercioSP)  - como entidade sindical de grau superior -, surgiu a partir da união de 17 sindicatos patronais, fundada em 30 de agosto de 1938 na capital paulista, quando os comerciantes substituíam a mercadoria vendida a granel por produtos embalados e a tradicional caderneta de anotações pelo cheque e crediário.
No dia 13 de julho de 1946, foi eleito pelos associados da FecomercioSP o primeiro Conselho Regional do Senac São Paulo. A Administração Regional do Senac passou a funcionar na Rua Florêncio de Abreu, nº 305, em São Paulo.

## Atividades
Algumas pesquisas econômicas de relevância nacional são divulgadas mensalmente pela FecomercioSP. São indicadores sobre o universo do consumidor e de comerciantes paulistas. Dentre elas, a Pesquisa de Endividamento e Inadimplência do Consumidor (PEIC), o Índice de Preços no Varejo (IPV), o Índice de Preços de Serviços (IPS), a Pesquisa Conjuntural do Comércio Varejista (PCCV), o Índice de Confiança do Empresário do Comércio (ICEC), a Intenção de Consumo das Famílias (ICF), o Índice de Confiança do Consumidor (ICC), a Pesquisa de Emprego e Salário na Região Metropolitana de São Paulo (PESP), e o Índice de Estoques.